# ザック・ステンツ
ザック・ステンツ（Zack Stentz）は、アメリカ合衆国の脚本家、テレビプロデューサーである。

## フィルモグラフィ

### 映画
- エージェント・コーディ Agent Cody Banks （2003年） 脚本
- マイティ・ソー Thor （2011年） 脚本
- X-MEN:ファースト・ジェネレーション X-Men: First Class （2011年） 脚本
- Power Rangers （2017年） 脚本
- トップガン マーヴェリック Top Gun: Maverick （2020年予定） 脚本

### テレビ
- アンドロメダ Andromeda （2000年 - 2005年） コンサルタント
- トワイライト・ゾーン The Twilight Zone （2003年） コンサルタント
- ターミネーター サラ・コナー・クロニクルズ Terminator: The Sarah Connor Chronicles （2008年 - 2009年） 製作総指揮、
- FRINGE Fringe （2009年 - 2010年） 4話脚本、22話プロデュース[1]